# بژژنگتسا-کولونگا
بژژنگتسا-کولونگا (به لهستانی:  Brzeźnica-Kolonia) یک روستا در لهستان است که در گمینا یاستروویه واقع شده‌است. بژژنگتسا-کولونگا ۲۰۰ نفر جمعیت دارد.